# Calodactylus heterosquamosus
Calodactylus heterosquamosus är en skalbaggsart som beskrevs av Frey 1973. Calodactylus heterosquamosus ingår i släktet Calodactylus och familjen Melolonthidae. Inga underarter finns listade.